# Mazda 6
Mazda 6 – samochód osobowy klasy średniej produkowany pod japońską marką Mazda w latach 2002–2024.

## Pierwsza generacja
Mazda 6 I (GG/GY) – została zaprezentowana w 2002 roku jako następca Mazdy 626, Xedos 6, Capella. Auto powstało na płycie podłogowej GG skonstruowanej przez Mazdę, używanej także przez koncern Forda jako płyta podłogowa Ford CD3. W 2003 roku auto zdobyło drugie miejsce w konkursie Europejskiego Samochodu Roku. W 2005 roku auto przeszło niewielki facelifting, w trakcie którego nieco zmieniono i zmniejszono atrapę chłodnicy.

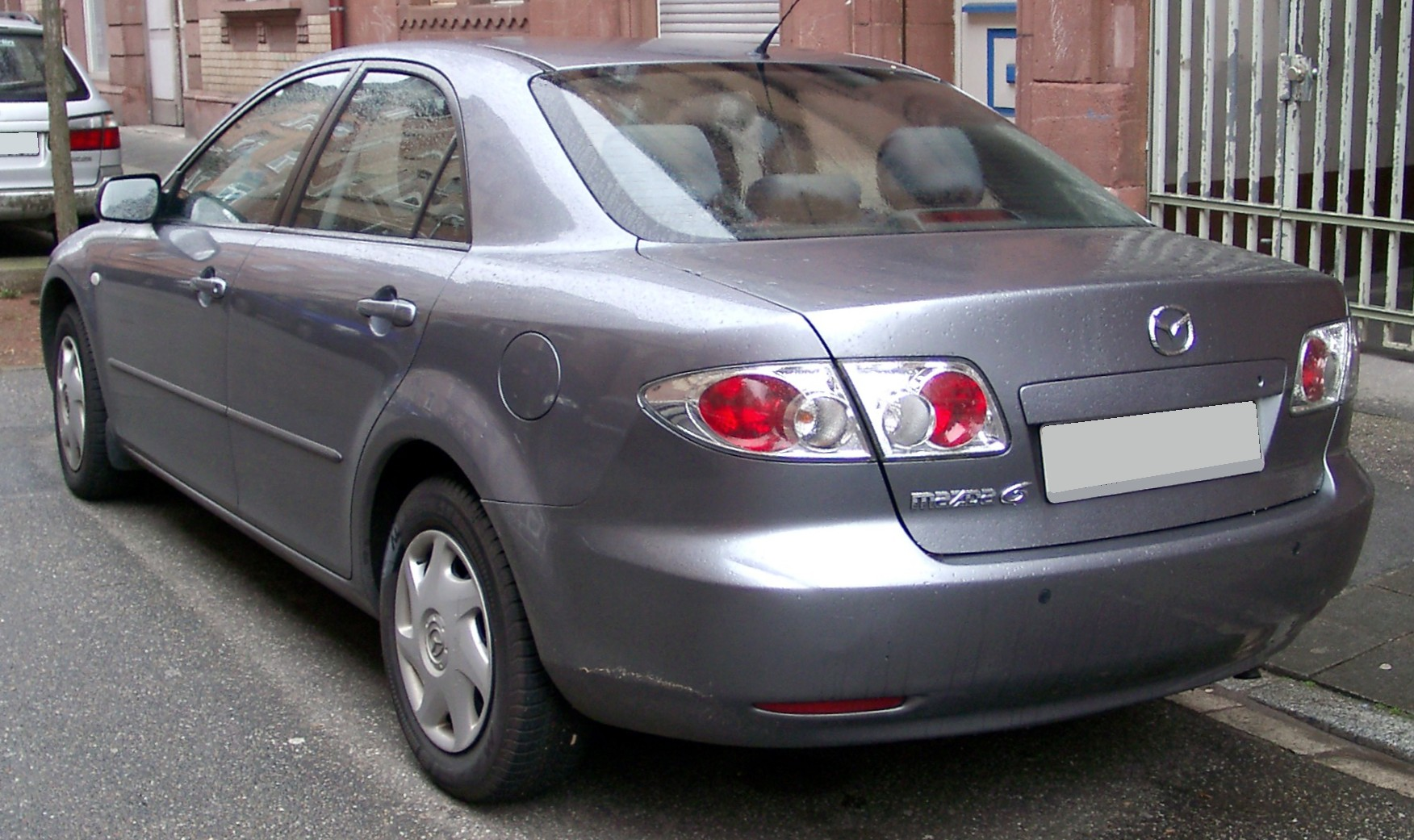
Mazda 6 w wersji sedan

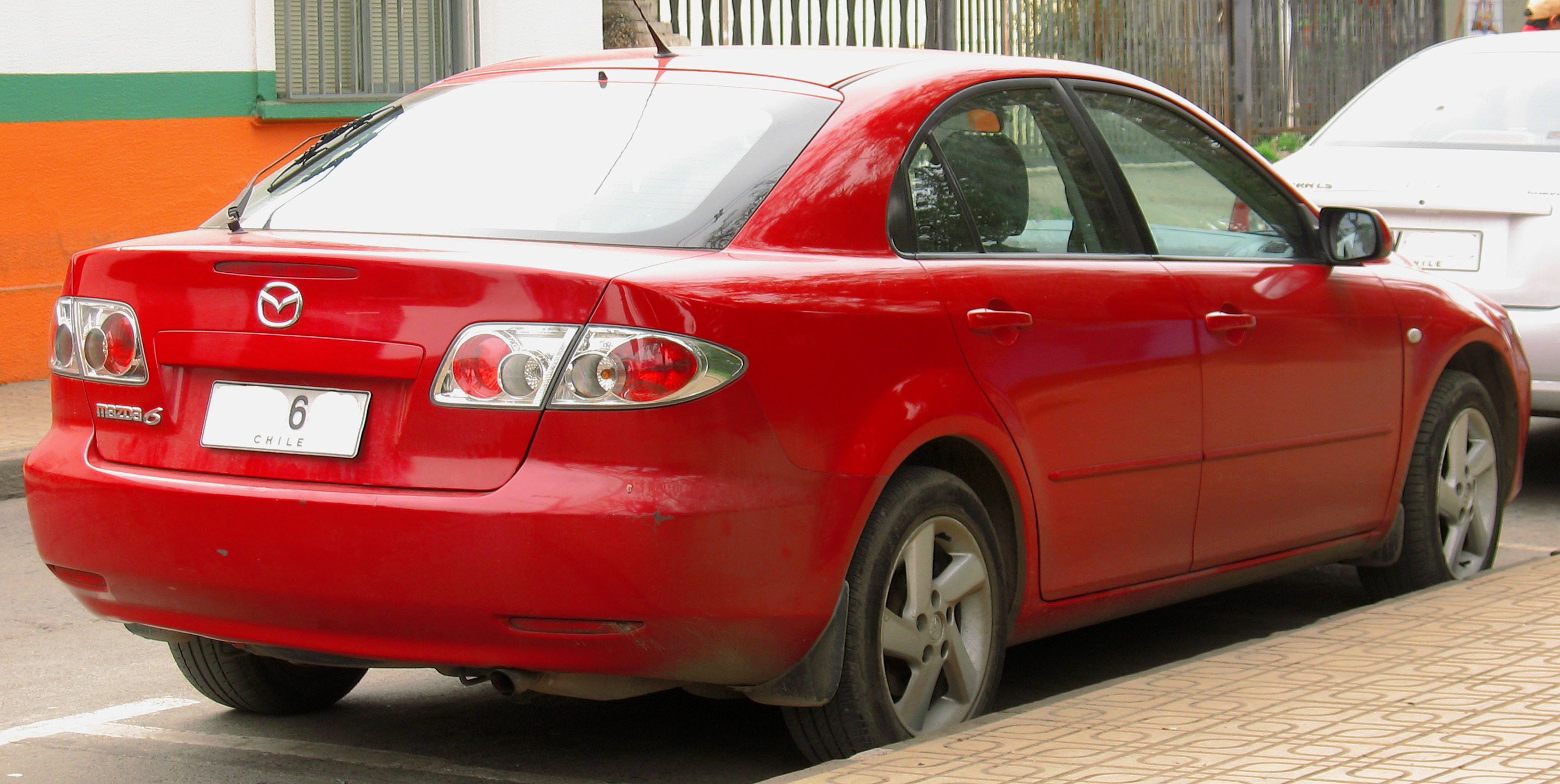
Mazda 6 w wersji liftback

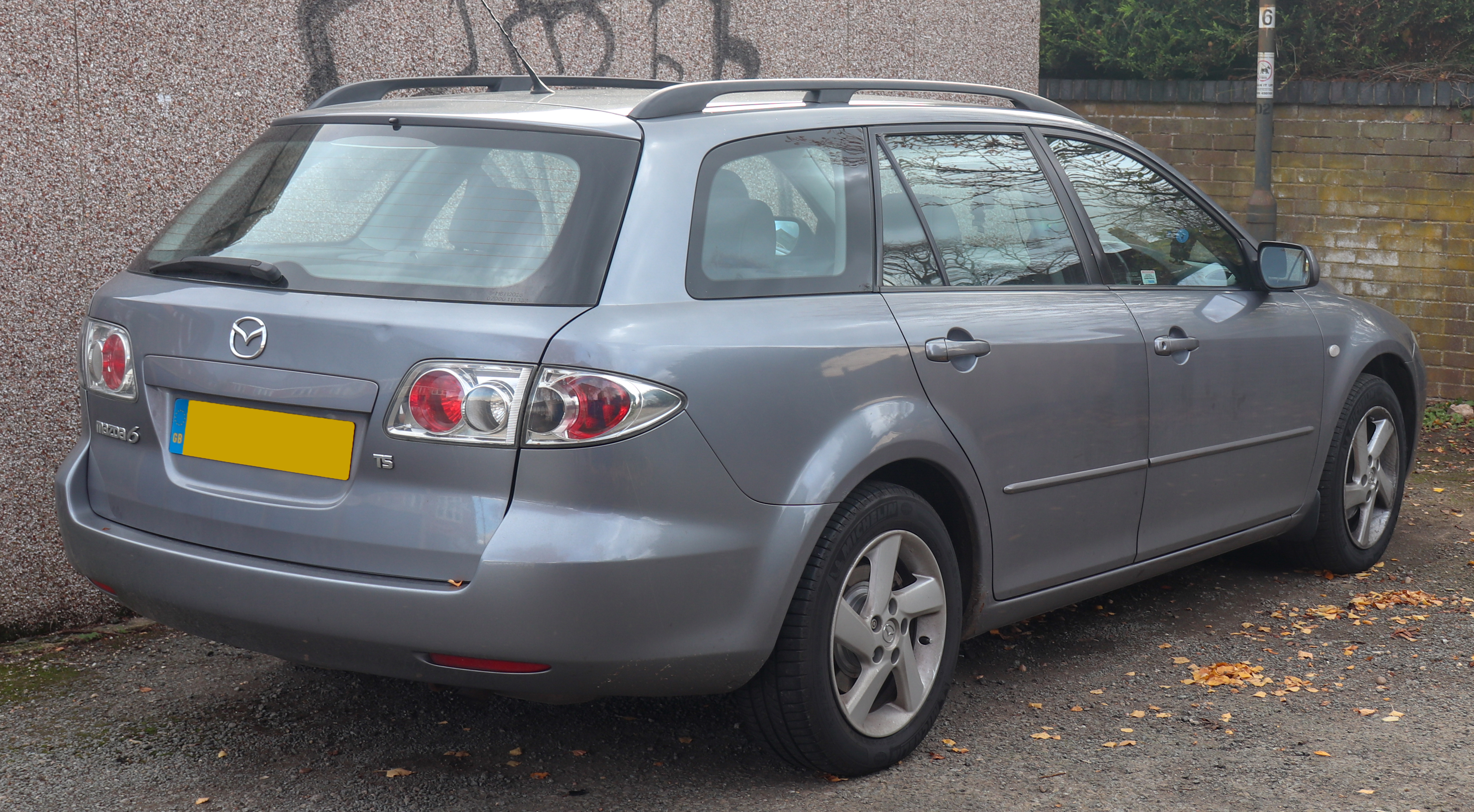
Mazdy 6 w wersji kombi

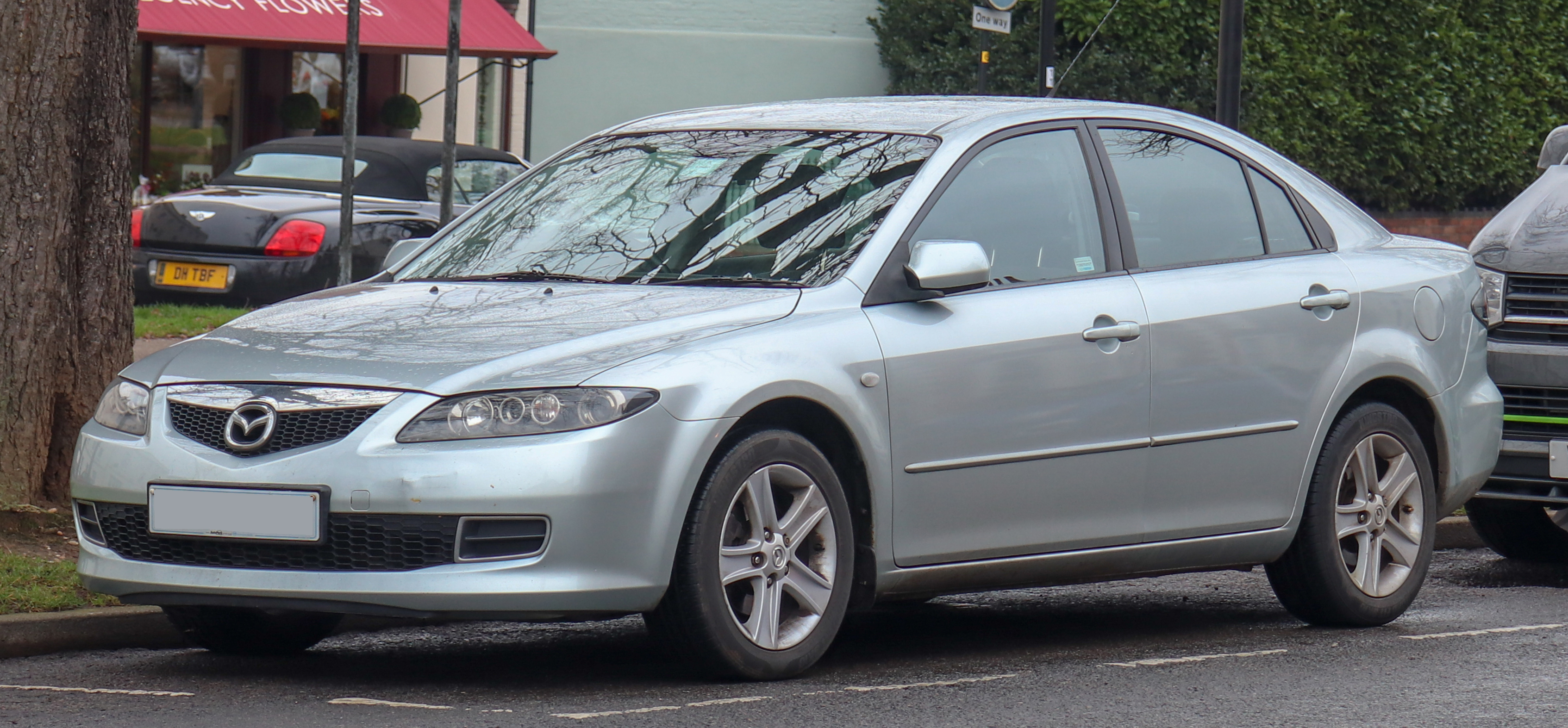
Mazda 6 I po liftingu

### Silniki[2]
- Benzynowe:
  - 1.8 MZR 120 KM
  - 2.0 MZR 141 lub 147 KM
  - 2.3 MZR 162 KM (AWD), 166 KM (FWD)
  - 2.3 MZR 175 KM
  - 2.3 MZR 178 KM
  - 2.3 MZR DISI Turbo 260 KM
  - 3.0 V6 VVT 220 KM
- Diesla:
  - 2.0 MZR-CD 121 KM
  - 2.0 MZR-CD 136 KM
  - 2.0 MZR-CD 143 KM

### Wersje wyposażeniowe
- Active
- Active+
- Comfort
- Exclusive
- Top
- Sport
- MPS
- Tamura

## Druga generacja

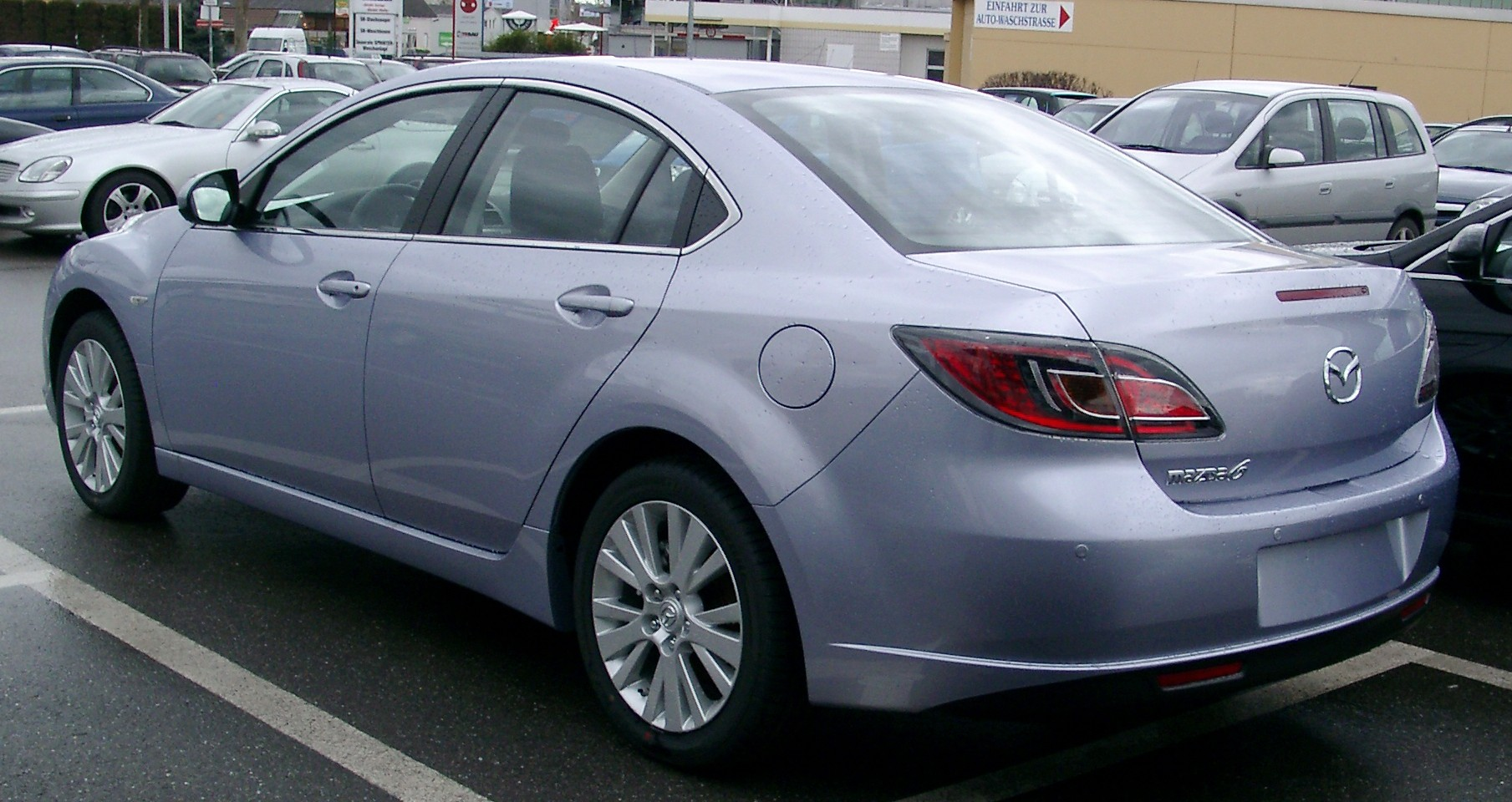
Mazda 6 w wersji sedan przed liftingiem

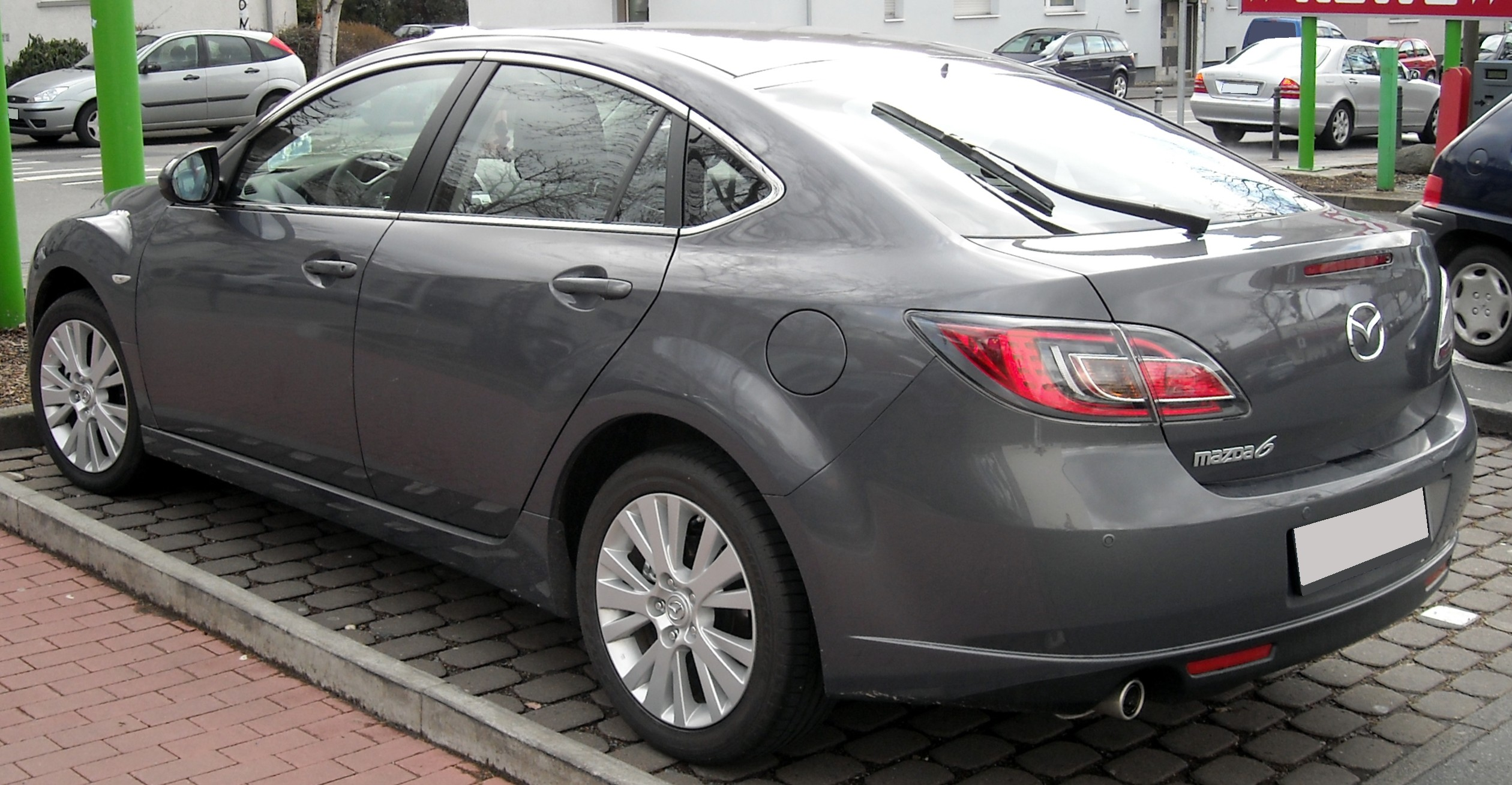
Mazda 6 w wersji liftback

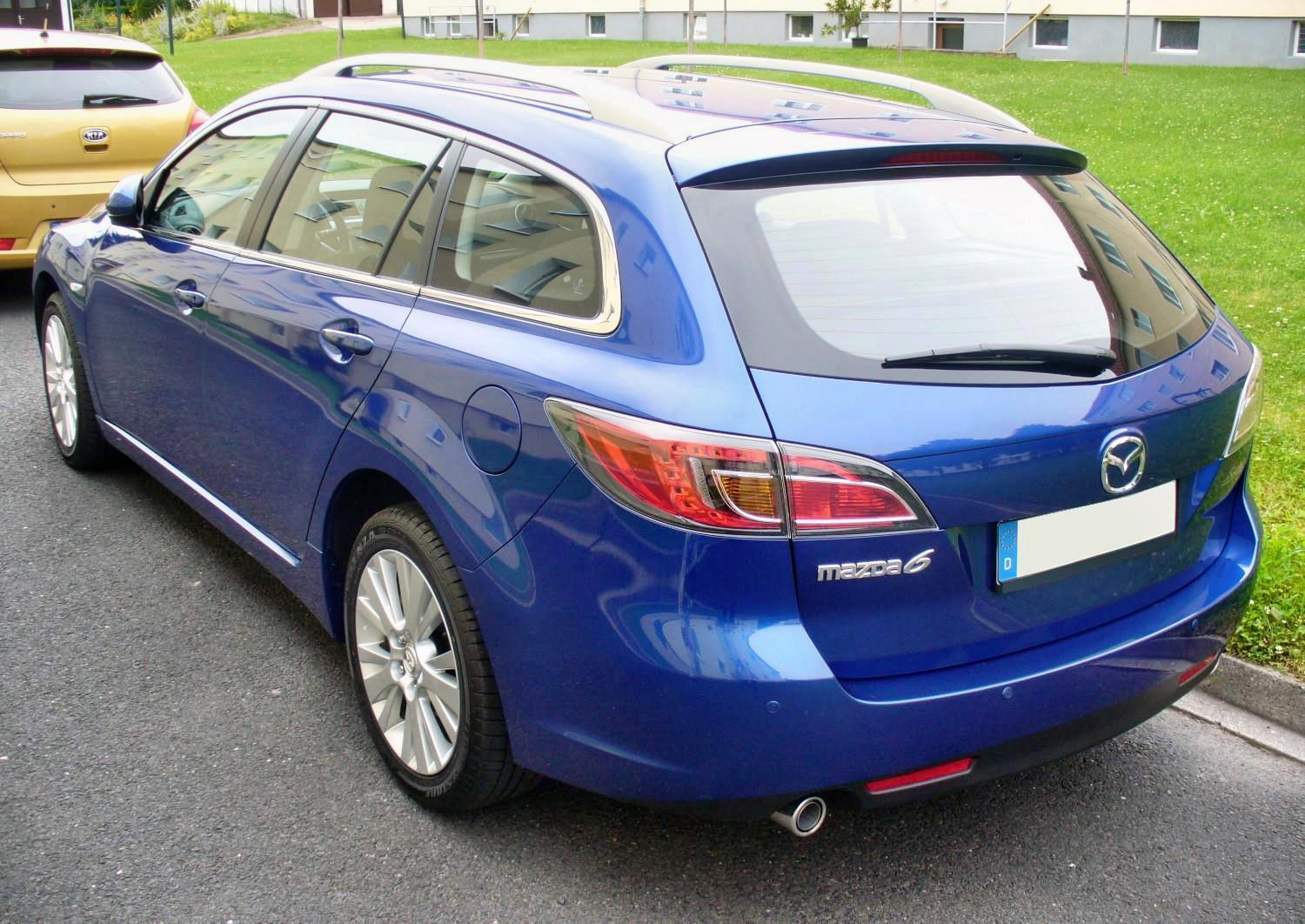
Mazda 6 w wersji kombi

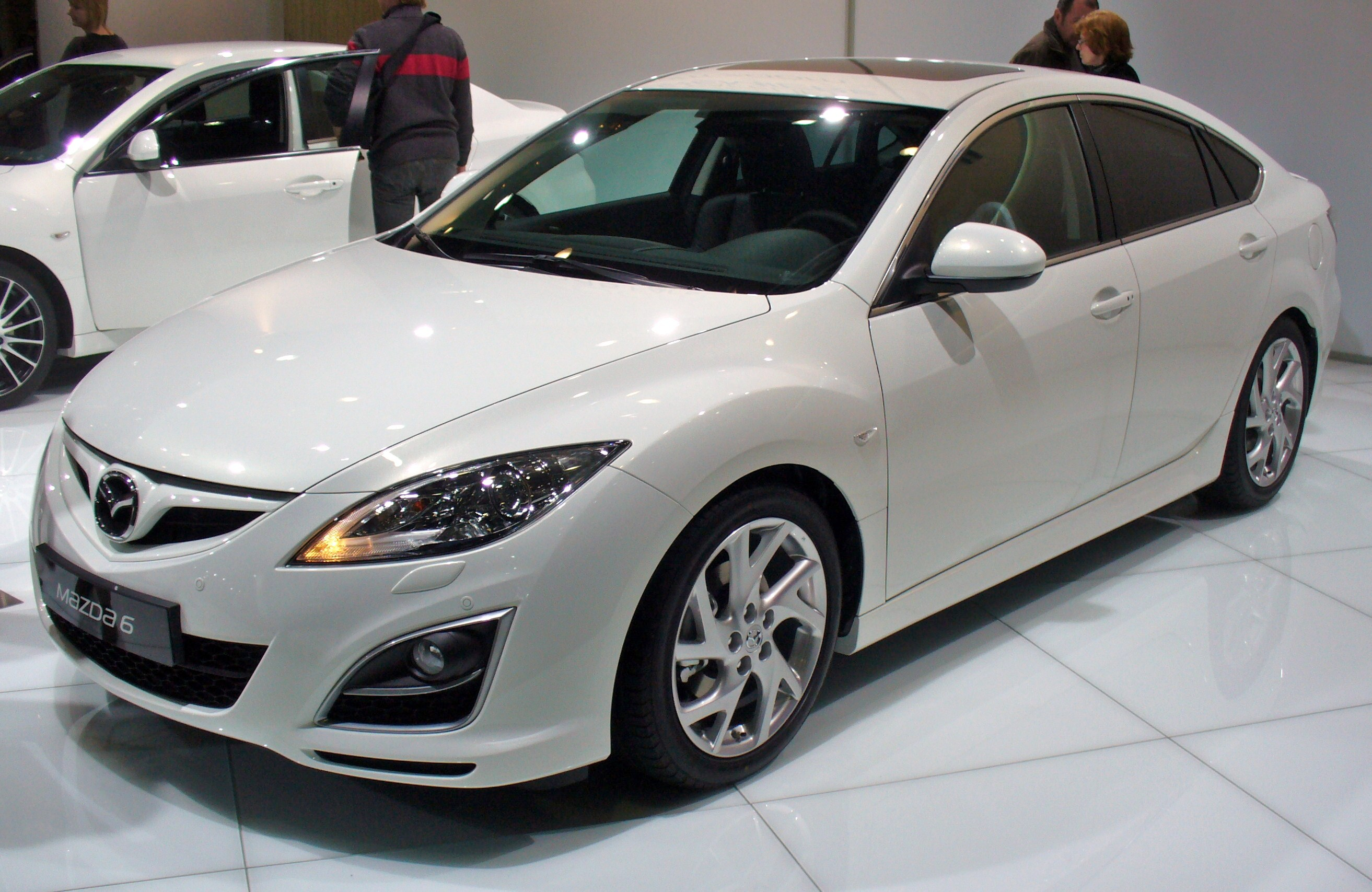
Mazda 6 po liftingu

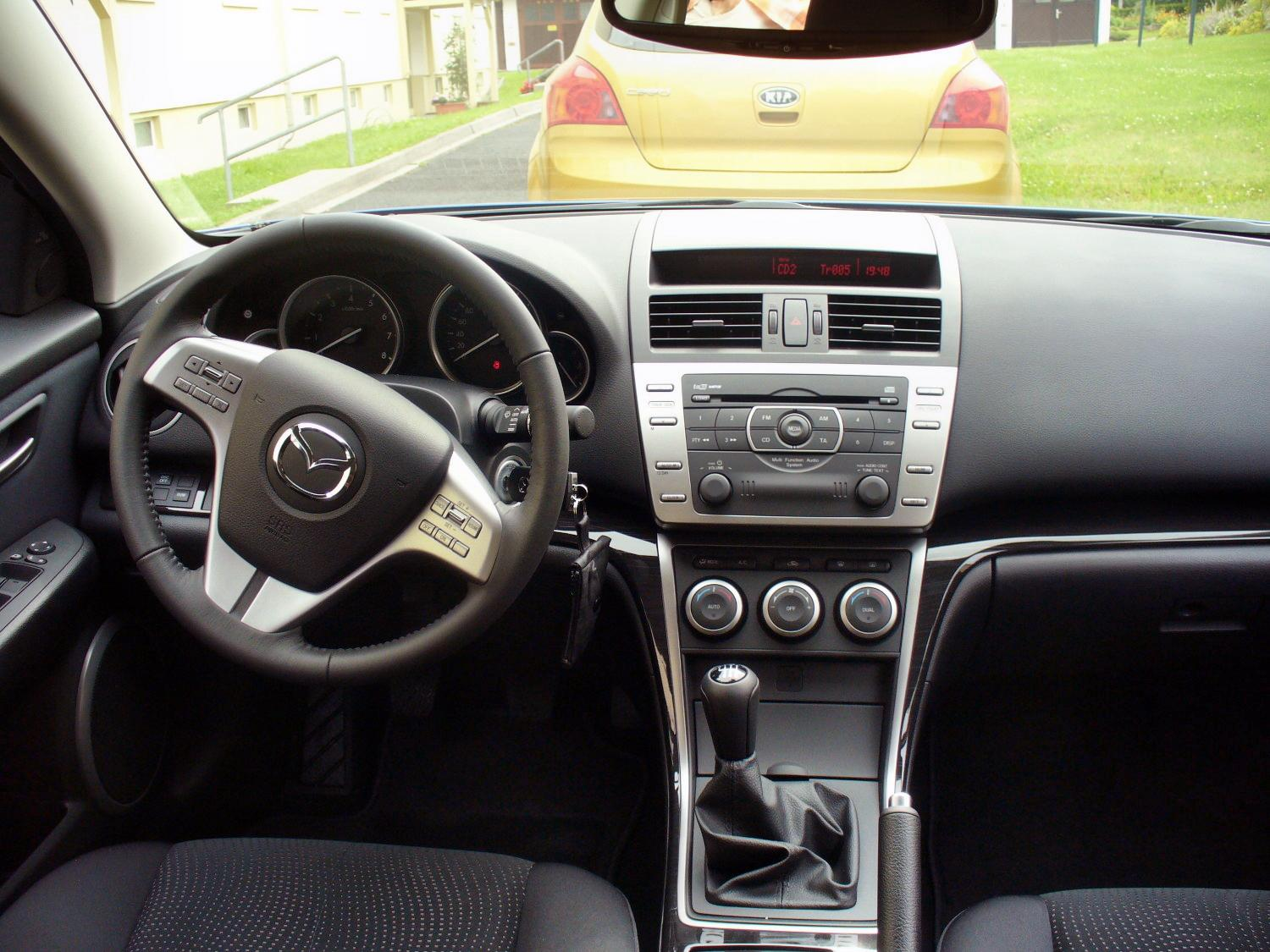
Wnętrze przed faceliftingiem

Mazda 6 II (GH) – zadebiutowała podczas salonu samochodowego we Frankfurcie we wrześniu 2007 roku. Mazda 6 generacji GH była dostępna w 3 typach nadwozia: 4-drzwiowy sedan, 5-drzwiowy hatchback oraz kombi. Powyższe wersje nadwozia można było dodatkowo zakupić w wersji "Dynamic Sport" która charakteryzowała się zmianami stylistycznymi oraz bardziej rozbudowanym wyposażeniem wewnętrznym.   
Różnice zewnętrzne pomiędzy wersją Dynamic Sport/Standard:
- modyfikacja zderzaka przedniego (różnica w halogenach nadawała bardziej agresywny wygląd)
- zmodyfikowany grill - dodatkowa poprzeczka w kolorze nadwozia
- tylne światła LED z przeźroczystymi kloszami
- bi-xenonowe reflektory przednie
- w wersji kombi dłuższa lotka nad tylną szybą
- 18'' koła z oponami 225/45/18 w standardzie

Różnice we wnętrzu pomiędzy wersją Dynamic Sport/Standard:
- zmienione liczniki - srebrno-czarne tarcze  liczników + dodatkowe podświetlane niebieskie obwódki nadające bardziej sportowego charakteru
- aluminiowe nakładki na pedały
- pół-skórzane ogrzewane fotele
- nagłośnienie firmy BOSE
- system RVM (monitoring martwego pola podczas zmiany pasa), DSC (Dynamic Stability Control - znany też jako ESP), AFS (doświetlanie zakrętów)
- czujniki parkowania przód/tył w standardzie

W 2010 roku auto przeszło facelifting. Główną zmianą wizualną wprowadzoną w aucie jest nowy przedni zderzak, nowe reflektory oraz tylne światła.  We wnętrzu na konsoli środkowej pojawiło się nowe wykończenie, oraz większy wyświetlacz licznika przebiegu i lampka "eco". Wprowadzono też bardziej komfortowe nastawy zawieszenia i szybciej nagrzewający się katalizator. Auto zadebiutowało podczas Salonu w Genewie w 2010.

### Silniki[4]
- Benzynowe:
  - 1.8 MZR 120 KM (165 Nm przy 4300 obr./min.)
  - 2.0 MZR 147 KM (184 Nm przy 4000 obr./min)
  - 2.0 MZR-DISI 155 KM (193 Nm przy 4500 obr./min.)
  - 2.5 MZR 170 KM (226 Nm przy 4000 obr./min.)
  - 3.7 MZI V6 276 KM
- Diesla:
  - 2.0 MZR-CD 121 KM
  - 2.0 MZR-CD 140 KM (330 Nm przy 2000 obr./min.)
  - 2.2 MZR-CD 163 KM (360 Nm przy 1800-3000 obr./min.)
  - 2.2 MRZ-CD 180 KM
  - 2.2 MZR-CD 185 KM (400 Nm przy 1800-3000 obr./min.)

### Wersje wyposażeniowe[5]
- Comfort
- Exclusive
- Exclusive Plus
- Dynamic Sport

## Trzecia generacja
Mazda 6 III (GJ) – po raz pierwszy zadebiutowała podczas salonu motoryzacyjnego w Moskwie we wrześniu 2012 roku. 

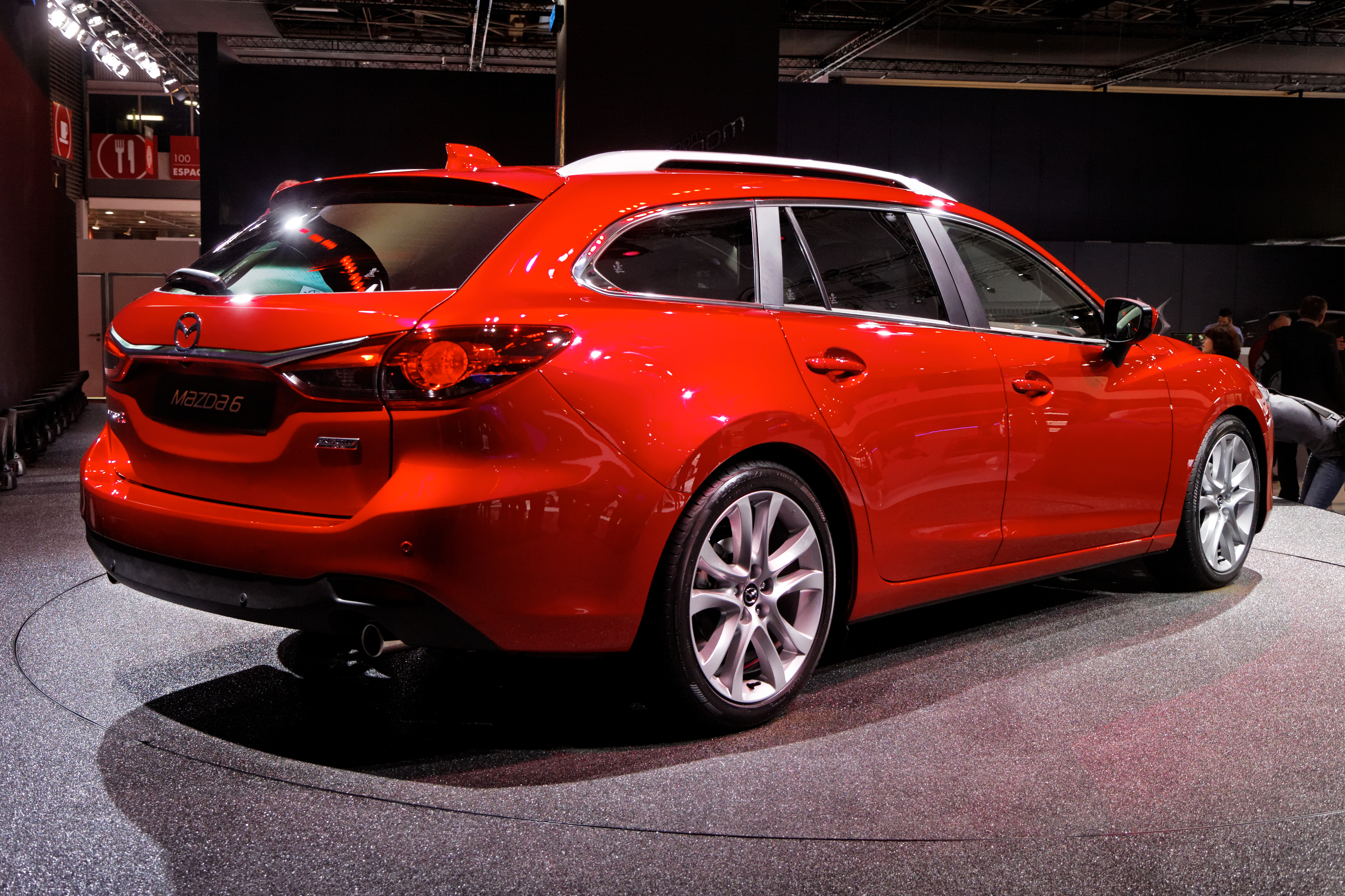
Tył Mazdy 6 III w wersji kombi

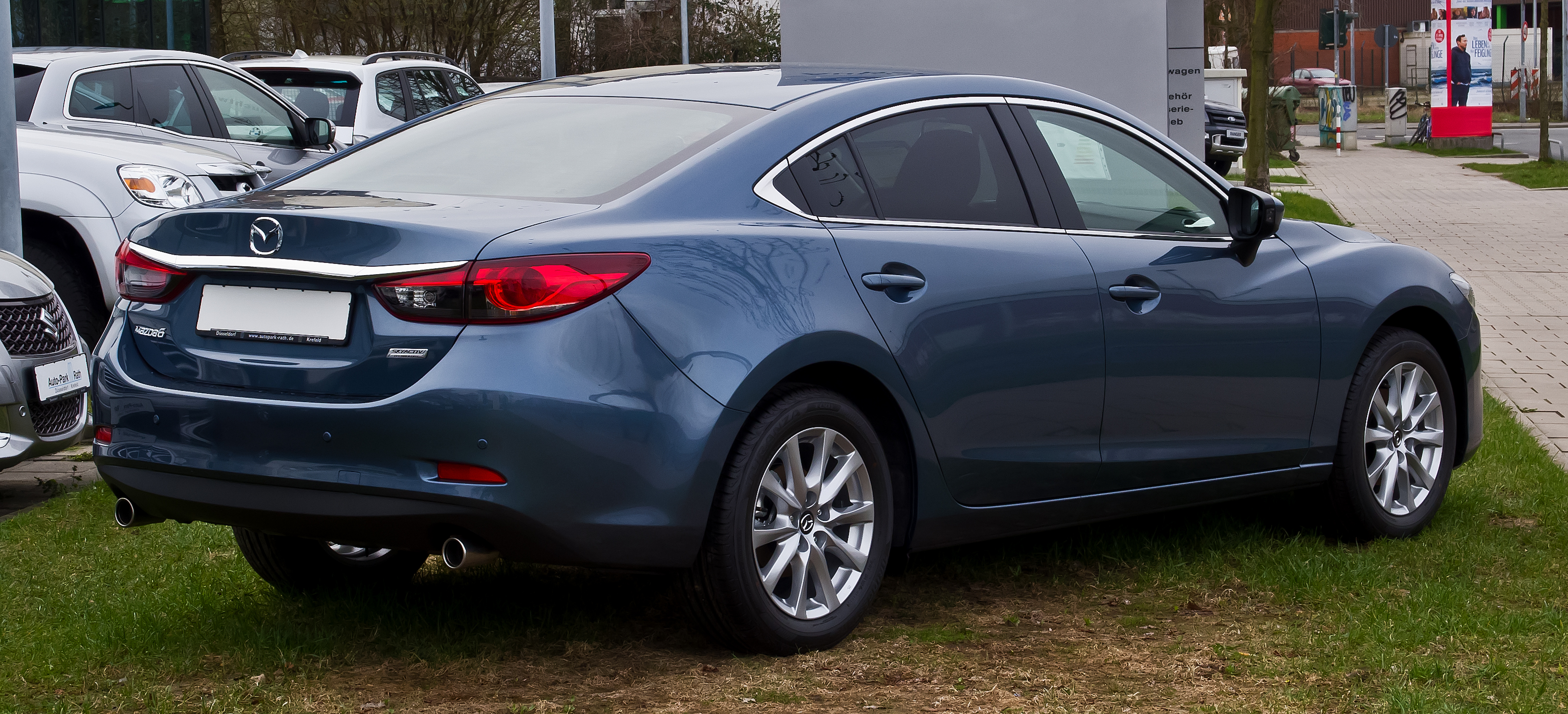
Tył Mazdy 6 III w wersji sedan

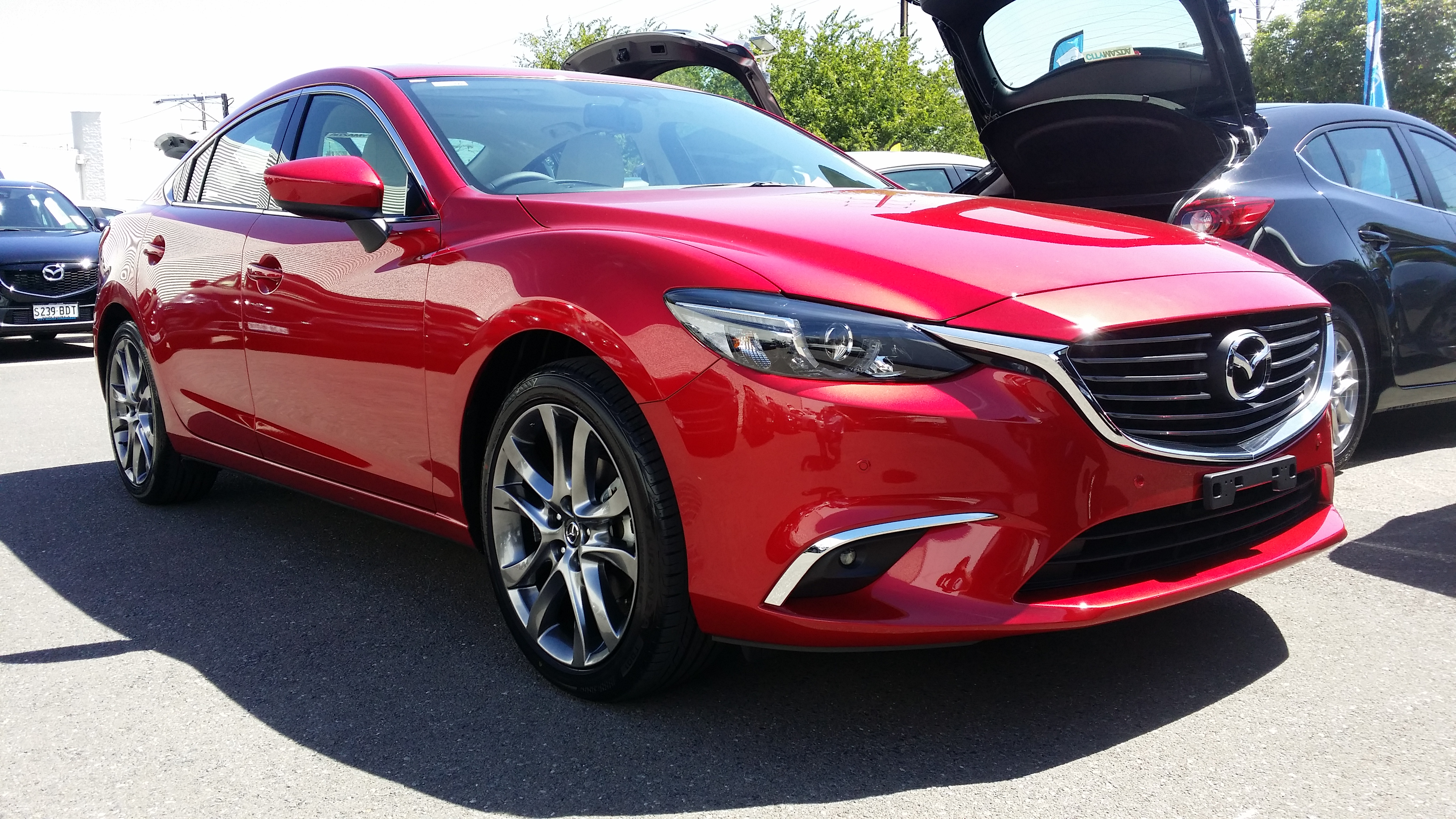
Mazda 6 III po I liftingu

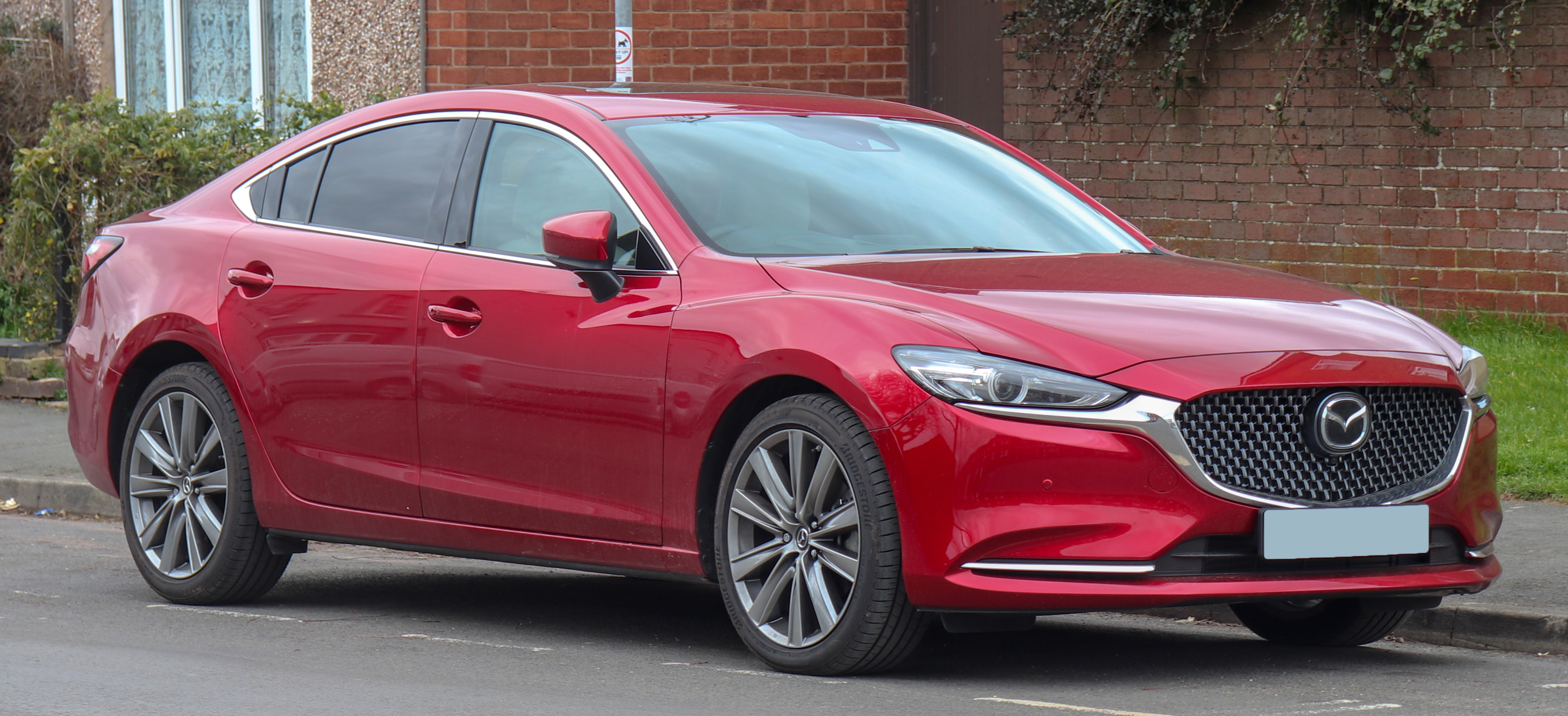
Mazda 6 III po drugim liftingu

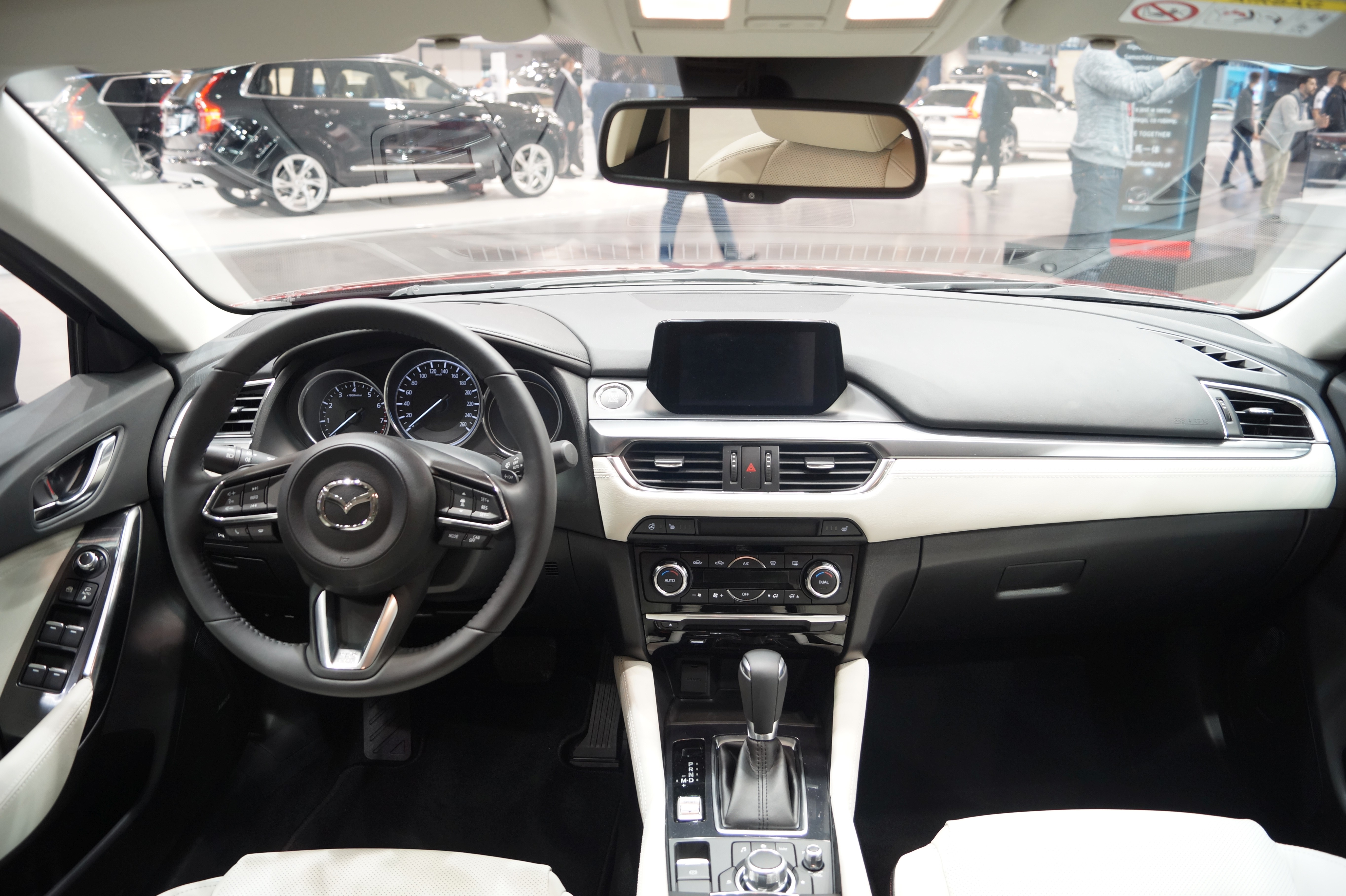
Wnętrze Mazdy 6 III po I liftingu

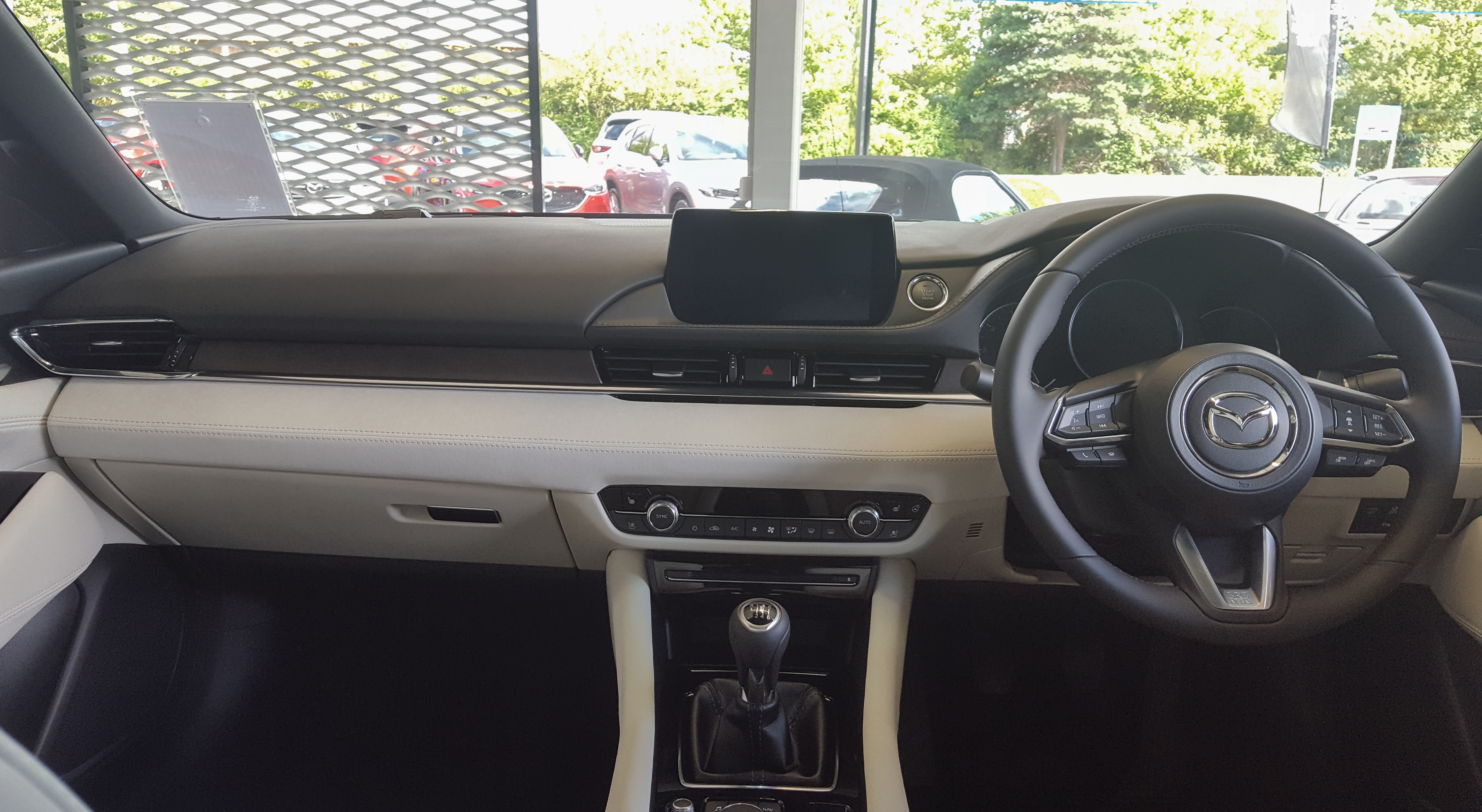
Wnętrze Mazdy 6 III po II liftingu

Pojazd poprzedził koncept o nazwie Takeri zaprezentowany w 2011 roku w Tokio. Samochód wprowadził pakiet rozwiązań określonych przez producenta jako SkyActiv, obejmujących m.in. lżejsze nadwozie niż konkurencja tej wielkości, oraz nowoczesne wolnossące i dość ekonomiczne silniki benzynowe, w sytuacji stosowania przez większość producentów mniejszych jednostek turbodoładowanych. Wersja kombi została zaprezentowana w Paryżu. Nietypowe jest, że odmiana kombi jest nieco krótsza od sedana i ma o 8 cm mniejszy rozstaw osi, co wynika z tego, że sedan spełnia wymagania wielkościowe rynku amerykańskiego. Stylistyka nowej odsłony serii 6, całkiem inna od poprzedników, spotkała się z powszechnym uznaniem – oceniana była jako jeden z najładniejszych samochodów klasy średniej, także jeszcze kilka lat po premierze. Zwłaszcza po kolejnych liftingach i ulepszeniu wykończenia wnętrza, Mazda aspirowała tym modelem do klasy samochodów premium.
Jesienią 2014 roku na salonie w Los Angeles zaprezentowano wersję po faceliftingu. Niewielkie zmiany stylistyczne zostały uzupełnione wprowadzeniem napędu 4x4 (tylko w wersji kombi) oraz bogatszym wyposażeniem (m.in. pojawił się ekran dotykowy o przekątnej 7 cali i wyświetlacz przezierny HUD). Atrapa chłodnicy pozostała podobna, wypełniona poziomymi listwami, lecz wyraźniej dostrzegalna stała się chromowana obwódka pod nią, przechodząca w reflektory, o nieco zmienionym kształcie. Przeprojektowane zostało również wnętrze. W 2017 roku modelowym (wprowadzonym jesienią 2016) wprowadzono ulepszenia strony technicznej i wyposażenia, w tym lepsze wyciszenie wnętrza, kolorowy wyświetlacz przezierny HUD w standardzie oraz polepszający prowadzenie system wektorowego rozdzielania mocy GVC.
W 2016 roku sprzedano w Polsce 3082 egzemplarze Mazdy 6, dzięki czemu zajęła 35 lokatę wśród najchętniej wybieranych samochodach w kraju.
Wiosną 2018 roku zaprezentowano wersję po drugim większym faceliftingu. Zmieniono przedni zderzak i atrapę chłodnicy, która otrzymała wzór kraty z drobnych kostek. Atrapa schodzi niżej, a grubsza chromowana listwa pod nią ciągnie się na boki, podkreślając reflektory, na wzór modelu CX-5. Reflektory są standardowo wykonane w technologii LED. Usunięto światła przeciwmgielne z przedniego zderzaka. Wnętrze zostało przeprojektowane, łącznie z deską rozdzielczą i fotelami, oraz zastosowano materiały lepszej jakości, przybliżając dalej samochód w stronę klasy premium. Wśród opcji pojawiły się m.in. wentylowane fotele. Wprowadzono również najwyższą wersję wyposażenia SkyDream. Z wyposażenie, wprowadzono opcjonalny system kamer 360° wyświetlacz HUD na szybie czołowej, a nie dodatkowej płytce. Unowocześniono silniki benzynowe, nadal wolnossące, które spełniają normy ekologiczne Euro 6 bez konieczności filtra cząstek stałych.
W 2023 roku wycofano model ze sprzedaży na polskim rynku. Koniec produkcji modelu zaplanowano na kwiecień 2024. Trzecia generacja 6 była produkowana przez 12 lat, co czyni ją najdłużej produkowanym wcieleniem 6 i modelem Mazda.

### Silniki[19]
- Benzynowe:
  - 2.0 Skyactiv-G 145 KM i 165 KM
  - 2.5 Skyactiv-G 192 KM (194 KM po II liftingu)
  - 2.5 184 KM (na rynek USA)
  - 2.5 T turbo (250 KM, 420 Nm) (na rynek USA)[16]

- Diesla:
  - 2.2 Skyactiv-D 150 KM
  - 2.2 Skyactiv-D 175 KM (184 KM po II liftingu)

### Wersje wyposażeniowe
- SkyGO
- SkyMotion
- SkyEnergy
- SkyPassion
- SkyDream

Po drugim liftingu 
Center line 
Exclusive line
Homura
Takumi
20 Anniversary 
Standardowo auto wyposażone jest w ABS, EBD, układ kontroli stabilności toru jazdy, układ kontroli trakcji, elektrycznie sterowane szyby oraz lusterka, poduszki kurtynowe, czujnik ciśnienia w oponach, system i-stop, system audio, klimatyzację oraz 17-calowe aluminiowe obręcze kół. Pojazd wyposażyć można w system i-ELOOP, czyli system odzyskiwania energii z hamowania, system monitorowania odległości od poprzedzającego pojazdu, system monitorowania tyłu pojazdu, sterowanie światłami drogowymi, radarowy układ utrzymywania stałej prędkości, system wspomagający hamowanie, system ostrzegania przed niezamierzoną zmianą pasa ruchu, adaptacyjny system świateł przednich, system audio firmy BOSE, nawigację satelitarną, elektrycznie regulowane fotele, skórzaną tapicerkę, 19-calowe aluminiowe obręcze kół, spojlery przedni, boczne i tylny, system podświetlenia wnętrza, alarm, czujniki parkowania, światła przeciwmgielne. Część z tych elementów weszła z czasem na rynku polskim do wyposażenia standardowego.
Na bazie wersji SKYACTIV-D powstał samochód wyścigowy, z silnikiem wysokoprężnym o pojemności 2,2 litra o mocy 400 KM, z momentem obrotowym 602 Nm. Jako pierwszy od ponad 60 lat samochód napędzany silnikiem Diesla wystartował on w wyścigach na torze Indianapolis Motor Speedway.